# Првенство Јужне Америке у фудбалу 1945.
Првенство Јужне Америке 1945.  је било осамнаесто издање овог такмичења, сада познатог по имену Копа Америка. Првенство се играло у Чилеу од 14. јануара до 28. фебруара 1945. године. На првенству је учествовало седам репрезентација. Аргентина је освојила првенство седми пут у својој историји. Друго место припало је Бразилу, а треће Чиле. Мендез и Фреитас били су најбољи стрелци првенства са по шест постигнутих голова.
Поред важности учествовања на овом превенству три репрезентације, Колумбија, Еквадор и Боливија, су се договориле да међусобни резултати утакмица на овом првенству одлуче победника Купа Марисол Сукре. Колумбија је задржала титулу пошто је победила Еквадор и нерешеног резултата прозив Боливије.
Тадашња штампа је хвалила квалитет такмичења као „највиши ниво у историји”.

## Учесници
На првенству Јужне Америке учествовало је седам тимова: репрезентације Аргентине, Боливије, Бразила, Уругваја, Колумбије, Чилеа и Еквадора. Парагвај и Перу су одустале од турнира. Бергеров систем је примењен, а првак је био тим који је прикупио највише бодова.
1.  Аргентина

2.  Бразил

3.  Боливија

4.  Еквадор

5.  Колумбија

6.  Уругвај

7.  Чиле

## Град домаћин
| Сантјаго                 |
| ------------------------ |
| Стадион Насионал де Чиле |
| Капацитет: 70.000        |
|                          |

## Табела
| Репрезентација | И | Д | Н | И | ДГ | ПГ | ГР  | Бод. |
| -------------- | - | - | - | - | -- | -- | --- | ---- |
| Аргентина      | 6 | 5 | 1 | 0 | 22 | 5  | +17 | 11   |
| Бразил         | 6 | 5 | 0 | 1 | 19 | 5  | +14 | 10   |
| Чиле           | 6 | 4 | 1 | 1 | 15 | 5  | +10 | 9    |
| Уругвај        | 6 | 3 | 0 | 3 | 14 | 6  | +8  | 6    |
| Колумбија      | 6 | 1 | 1 | 4 | 7  | 25 | −18 | 3    |
| Боливија       | 6 | 0 | 2 | 4 | 3  | 16 | −13 | 2    |
| Еквадор        | 6 | 0 | 1 | 5 | 9  | 27 | −18 | 1    |

## Утакмице
| Чиле                                                              | 6–3 | Еквадор                               |
| ----------------------------------------------------------------- | --- | ------------------------------------- |
| Алкантара 28’, 59’, 81’ · Вера 29’ · Хормазабал 45’ · Клаверо 70’ |     | Чавез 30’ · Хименез 44’ · Мендоза 51’ |

| Аргентина                                          | 4–0 | Боливија |
| -------------------------------------------------- | --- | -------- |
| Понтони 10’ · Мартино 43’ · Лоустау 70’ · Мата 75’ |     |          |

| Бразил                              | 3–0 | Колумбија |
| ----------------------------------- | --- | --------- |
| Жоржињо 13’ · Елено 15’ · Жаиме 38’ |     |           |

| Чиле                                       | 5–0 | Боливија |
| ------------------------------------------ | --- | -------- |
| Клаверо 13’, 27’, 39’ · Алкантара 75’, 79’ |     |          |

| Уругвај                                          | 5–1 | Еквадор    |
| ------------------------------------------------ | --- | ---------- |
| А. Гарсија 1’, 60’, 83’ · Порта 28’ · Варела 69’ |     | Агвајо 39’ |

| Уругвај                                                                        | 7–0 | Колумбија |
| ------------------------------------------------------------------------------ | --- | --------- |
| А. Гарсија 22’, 89’ · Рипхоф 25’ · Х. Гарсија 37’, 83’ · Ортиз 75’ · Порта 86’ |     |           |

| Бразил                     | 2–0 | Боливија |
| -------------------------- | --- | -------- |
| Адемир 48’ · Тезоуриња 80’ |     |          |

| Чиле                     | 2–0 | Колумбија |
| ------------------------ | --- | --------- |
| Медина 48’ · Пињеиро 80’ |     |           |

| Аргентина                                            | 4–2 | Еквадор                     |
| ---------------------------------------------------- | --- | --------------------------- |
| Понтони 11’ · Мата 50’ · Мартино 69’ · Пелегрина 83’ |     | Агвајо 53’ · Х. Мендоза 62’ |

| Аргентина                                                                                 | 9–1 | Колумбија   |
| ----------------------------------------------------------------------------------------- | --- | ----------- |
| Понтони 3’, 7’ · Мендез 15’, 39’ · Мартино 27’ · Боје 41’ · Лоустау 50’ · Фераро 80’, 81’ |     | Мендоза 52’ |

| Бразил                  | 3–0 | Уругвај |
| ----------------------- | --- | ------- |
| Елено 8’, 32’ · Руи 20’ |     |         |

| Боливија | 0–0 | Еквадор |
| -------- | --- | ------- |
|          |     |         |

| Чиле      | 1–1 | Аргентина  |
| --------- | --- | ---------- |
| Медина 3’ |     | Мендез 52’ |

| Уругвај                | 2–0 | Боливија |
| ---------------------- | --- | -------- |
| Фалеро 26’ · Порта 75’ |     |          |

| Аргентина            | 3–1 | Бразил     |
| -------------------- | --- | ---------- |
| Мендез 14’, 20’, 40’ |     | Адемир 32’ |

| Колумбија                          | 3–1 | Еквадор   |
| ---------------------------------- | --- | --------- |
| Рубио 2’ · Гамез 64’ · Бердуго 70’ |     | Агвајо 4’ |

| Чиле      | 1–0 | Уругвај |
| --------- | --- | ------- |
| Медина 8’ |     |         |

| Боливија                              | 3–3 | Колумбија                         |
| ------------------------------------- | --- | --------------------------------- |
| Фернандез 57’ · Зенон 75’ · Оргаз 80’ |     | Рубио 3’ · Бердуго 7’ · Гамез 67’ |

| Бразил                                                                 | 9–2 | Еквадор                   |
| ---------------------------------------------------------------------- | --- | ------------------------- |
| Адемир 3’, 10’, 75’ · Елено 22’, 28’ · Зизињо 40’, 65’ · Жаир 67’, 68’ |     | Агвајо 42’ · Алборноз 49’ |

| Аргентина   | 1–0 | Уругвај |
| ----------- | --- | ------- |
| Мартино 50’ |     |         |

| Бразил    | 1–0 | Чиле |
| --------- | --- | ---- |
| Елено 20’ |     |      |

## Листа стрелаца
6 голова
| - Мендез | - Елено |  |

5 голова
| - Адемир | - Алкантара | - А. Гарсија |

4 гола
| - Мартино - Понтони | - Клаверо - Агвајо |  |

3 гола
| - Медина | - Порта |  |

2 гола
| - Мата - Фераро - Лустау | - Жаир - Зизињо - Гамез | - Г. Рубио - Бердуго - Х. Гарсија |

1 гол
| - Боје - Пелегрина - Фернандез - Гонзалез - Оргаз - Жаиме - Жоржињо - Руи | - Тесориња - Хормозабал - Пињеиро - Вера - Мендоза - Алборноз - J. Mendoza - Jiménez | - L. Mendoza - Чавез - Фалеро - Ортиз - Риепхоф - О. Варела |